# Sosedkoite
La sosedkoite è un minerale.